# Israel Open 2008
L'Israel Open 2008 è stato un torneo di tennis facente parte della categoria ATP Challenger Series nell'ambito dell'ATP Challenger Series 2008. Il torneo si è giocato a Ramat HaSharon in Israele dal 7 al 13 luglio 2008 su campi in cemento e aveva un montepremi di $50 000.

## Vincitori

### Singolare
Marsel İlhan ha battuto in finale  Ivo Klec con il punteggio di 6–4 6–4

### Doppio
Yoni Erlich /  Andy Ram hanno battuto in finale  Michail Elgin /  Sergei Bubka Jr. con il punteggio di 6–3 7–6(3)